# Ivan Sutherland
Ivan Edward Sutherland (født 1938 i Hastings Nebraska), amerikansk datalog, pioner inden for computergrafik og interaktive anvendelser af computere, medstifter af firmaet Evans and Sutherland og Sun Microsystems Laboratories. Sutherland er kendt som ophavsmand til Sketchpad. Ivan Sutherland er lillebror til Bert Sutherland.
Sutherland har en bachelor-grad i svagstrøm fra Carnegie Mellon University (1959), en master-grad i datalogi fra Caltech (1960), og en Ph.d. fra MIT (1963). 
Emnet for Sutherlands Ph.d. afhandling (1963) var Sketchpad, inspireret af Vannevar Bush vision om Memex. Sketchpad var et af de første computer systemer der anvendte interaktiv grafik. Sketchpad fik stor betydning for Douglas Engelbarts On-Line System og for udviklingen af grafiske brugerflader og udviklingen af systemer til interaktiv grafik. Sketcpad regnes for forbilledet for alle CAD systemer.
Efter endt uddannelse blev Sutherland ansat hos NSA og derefter i perioden 1964-1965 hos ARPA som leder af IPTO. Fra 1966 frem til 1980 var Sutherland ansat på Harvard University, University of Utah og Caltech. Sutherland har som forsker yder fundamentale bidrag inden for 3-D-computergrafik, interaktive systemer, CAD, virtual reality, systemer til design af kredsløb og VLSI chips (sammen med Carver Mead), og robotter.
I 1968 etablerede Sutherland sammen med David Evans firmaet Evans and Sutherland, som udvikler avancerede systemer til computergrafik, herunder både software og special-hardware til 3-D-computergrafik. Evans and Sutherland har bl.a. udviklet flysimulatorer og avancerede systemer til USA's militær. Både John Warnock, stifteren af 
Adobe, og Jim Clark, stifteren af Silicon Graphics og Netscape, har været ansat hos Evans and Sutherland. Sutherland drev Evans and Sutherland parallelt med sine stillinger på universiteter.
I 1980 startede Sutherland sammen ned Bob Sproull virksomheden Sutherland, Sproull & Associates. I 1990 blev virksomheden (og dens patenter) opkøbt af Sun Microsystems og omdannet til Sun Microsystems Laboratories, med Sutherland som leder. 
Sutherland har i årenes løb taget mere end 10 patenter. Ivan Sutherland modtog i 1988 Turing Award for Sketchpad og for sine bidrag til computergrafik.

## Eksterne adresser
- Biografi af Ivan Sutherland